# Wario: Master of Disguise
Wario: Master of Disguise (Japans: 怪盗ワリオ・ザ・セブン; Kaitō Wario the Seven) is een platformspel, uitgebracht voor de Nintendo DS in 2007. Het spel lanceerde op 18 januari 2007 in Japan en op 5 maart 2007 in Noord-Amerika. Later volgden ook nog Australië op 17 mei 2007 en Europa op 1 juni 2007. Het spel werd ontwikkeld en uitgegeven door Nintendo.

## Het verhaal
Nadat Wario een tv-show gezien heeft van de meesterdief Count Camoli, komt hij op het idee schatten uit tv-programma's te stelen. Dit is volgens Wario de perfecte manier om snel rijk te worden. Hij duikt door het scherm van de tv om de magische Goodstyle te stelen, een toverstaf die zijn eigenaar razendsnel van kostuum laat wisselen. Hierdoor wordt Wario uitgeroepen tot nieuwe ster van de show. Hij moet zich nu door tien met schatten gevulde afleveringen loodsen, op weg naar die ene schat die alle andere overtreft: een mysterieus, oud relikwie dat alle wensen laat uitkomen.

## De gameplay
Met zijn nieuwe toverstaf kan Wario wisselen tussen zeer diverse vermommingen, elk met unieke eigenschappen. Hij zal het spel beginnen als Dief Wario. In deze vorm kan hij vijanden uitschakelen door ze omver te beuken, hoge sprongen maken en zware objecten verschuiven. Naarmate het spel vordert, zullen andere kostuums beschikbaar worden. Denk hierbij bijvoorbeeld aan die van Kosmische Wario (Wario heeft nu een laserpistool), Artiest Wario (Wario kan nu blokken tekenen om ze op schakelaars te laten vallen) en Kapitein Wario (een vermomming die het mogelijk maakt om met een bootje over wateroppervlakken te varen).
Door eenvoudige symbooltjes te tekenen op het touchscreen van de Nintendo DS, kan de speler Wario razendsnel tussen kostuums laten wisselen. Vervolgens kan de speler de speciale krachten van elk kostuum met de stylus gebruiken. Als Kosmische Wario kan men bijvoorbeeld tegen het touchscreen tikken om laserstralen te vuren in de richting van de plaats die werd aangeraakt.
Wario's avonturen brengen hem naar avontuurlijke en soms ook uiteenlopende locaties. Zo zal hij een luxe cruiseschip, ijsgrotten en een Egyptische piramide moeten doorkruisen om zijn schatten te bemachtigen. Wario moet de speciale krachten van de kostuums gebruiken om puzzels op te lossen en minigames te voltooien. De beste schatten zitten verstopt in kisten die alleen worden geopend als een minigame wordt voltooid. Deze stylusgestuurde spelletjes worden steeds moeilijker en moeilijker, waardoor alleen de handigste dief er met de buit vandoor kan gaan. Toch loont het de moeite om elke kist te openen, want soms zit er zelfs een heel nieuw kostuum in verstopt.
Aan het eind van elke aflevering moet Wario het onmiddellijk opnemen tegen de wraakzuchtige Count, waarbij hij moet wisselen tussen diverse vermommingen om hem te verslaan. Als een aflevering eenmaal is voltooid, kan Wario hier later naar terugkeren, bijvoorbeeld om met de krachten van nieuwe kostuums geheime gebieden te bereiken en nog meer schatten te veroveren.

## De afleveringen
- Aflevering 1: Whose Show Is This Anyway?!!
- Aflevering 2: The Purple Wind Stinks up the Ship!
- Aflevering 3: The Sphinx Sits on a Secret!
- Aflevering 4: A Third Thief Brings Grief!
- Aflevering 5: Picking the Pharaoh's Brains!
- Aflevering 6: A Flower That's Drunk Up Power!
- Aflevering 7: Fouling up the Whole Works!
- Aflevering 8: When Dolphins Ruled the Earth!
- Aflevering 9: More Shocking Than the Next Episode?
- Aflevering 10: The Final Face-Off!

## Ontvangst
| Beoordeeld door             | Jaar | Score |
| --------------------------- | ---- | ----- |
| Jeuxvideo.com               | 2007 | 65%   |
| 4Players.de                 | 2007 | 65%   |
| IGN                         | 2007 | 60%   |
| UOL Jogos                   | 2007 | 60%   |
| Gemakei (formerly Zentendo) | 2007 | 60%   |
| Deeko                       | 2007 | 50%   |
| NintendoWorldReport         | 2006 | 50%   |
| Game Revolution             | 2007 | 50%   |
| The Video Game Critic       | 2007 | 50%   |
| Eurogamer.net (UK)          | 2007 | 40%   |